# Amentum

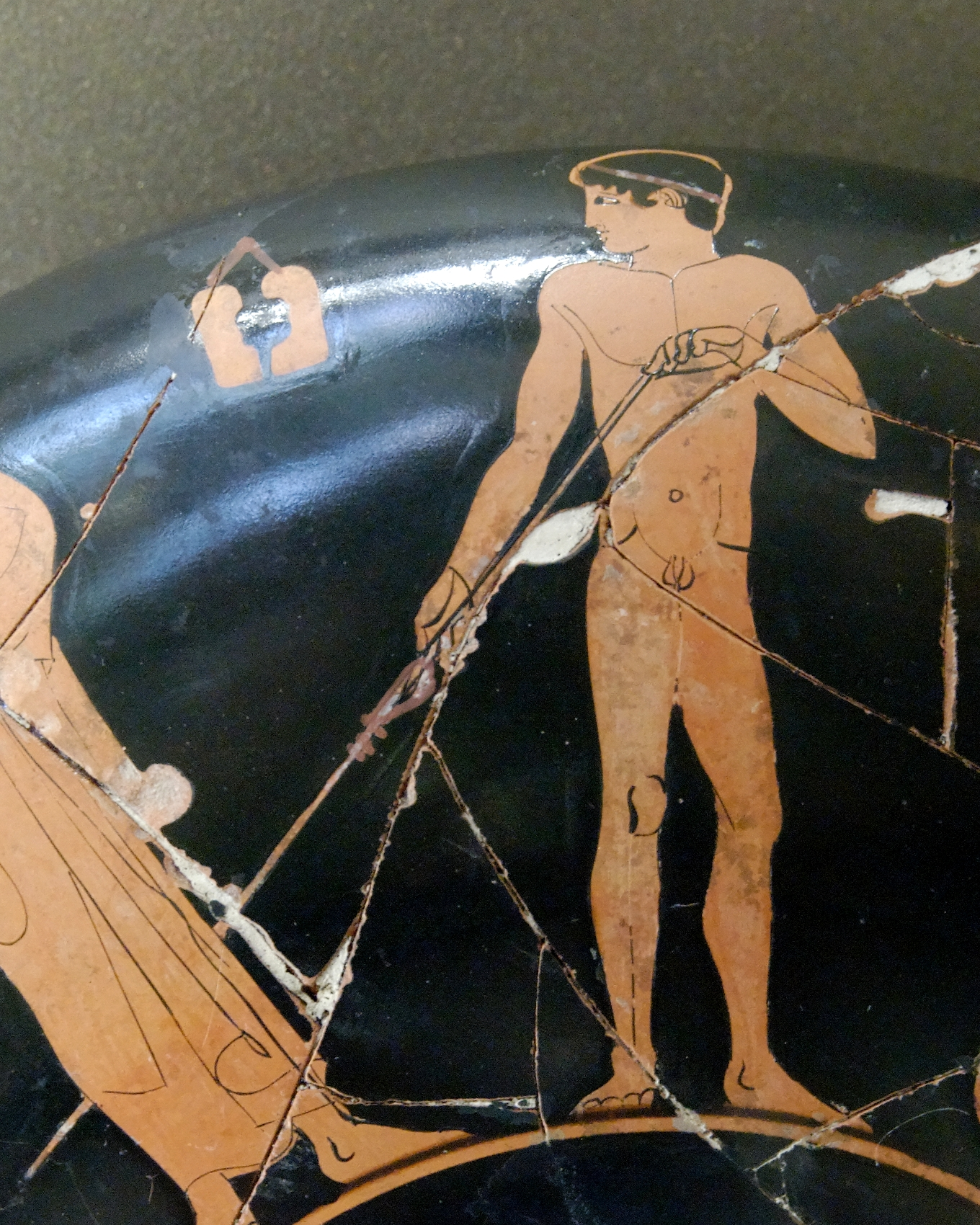
Un atleta sujetando una jabalina. En su mano derecha se aprecia un amentum.

Amentum (amiento o amento en castellano) era la correa de que se servían para retener la lanza cuando se libraba un golpe al enemigo. 
La longitud y la gravedad de aquella arma hacían necesaria esta precaución. El soldado pasaba un dedo por la correa para arrojar con mayor fuerza su pica.
Se servían también del amentum para lanzar las jabalinas fuertes y pesadas. Antes de arrojarla se ponía en medio de la correa como una piedra en una honda. Algunos guerreros desdeñaban valerse de semejante medio necesario a los hombres débiles y que suplía la fuerza con la destreza. 
Se llamaba también amentum la correa con que se ataba sobre el pie el calzado o sandalia llamada solea. 